# Ареал
Ареал (од лат. area — „област”) део је територије или акваторије у коме одређена популација/врста врши животне процесе. Облик и величина ареала су резултат како интеракције еколошких фактора са популацијом/врстом, тако и њеном филогенетском историјом.
Границе ареала су у ствари границе распрострањености. Ареал појединих биљних врста је последица више фактора:
- историјског развоја врсте
- специфичних особина њеног распростирања
- њене екологије
- генетике.

По облику ареал може бити:
- компактан
- дисјунктан
- тракаст

Ареале проучава биолошка дисциплина хорологија.